# Калинина, Мария Викторовна
Мария Викторовна Калинина (род. 2 февраля 1972 года, Москва, РСФСР, СССР) — российский дизайнер, член-корреспондент РАХ (2021).

## Биография
Родилась 2 февраля 1972 года в Москве, где живёт и работает.
В 1995 году — окончила Московское художественно-промышленное училище имени С. Г. Строганова, факультет промышленного дизайна; в 1997 году — аспирантуру там же.
В 2001 году — окончила Академию народного хозяйства при Правительстве Российской Федерации.
С 2021 года — член Творческого Союза художников России.
В 2021 году — избрана членом-корреспондентом Российской академии художеств от Отделения новейших художественных течений.

## Творческая деятельность
Проекты в области дизайна: графический дизайн, разработка фирменного стиля (Сеть магазинов Зоотоваров «Доберман» (2005), Ресторанный Дом «Центральный» (2008), Туристическое агентство «Центр Отдыха и Путешествий» (2009), Туристическое агентство «Clio Tour» (2009), Медицинский центр «Heartman Clinic» (2013), и пр.); концертная полиграфия, создание афиш, билетов, буклетов для концертов Al di Meola, Don Ross, E-Type, Army of Lovers, Юрия Антонова, Екатерины Семеновой, Тимура Родригеса и других.
Проекты в области художественной фотографии: «Глаза Земли» (2016—2020), «Северный путь» (2020—2022). Работы в области ювелирного дела: коллекция «Северный Путь» (2021—2022).